# Austroomphaliaster
Austroomphaliaster là một chi của nấm thuộc Tricholomataceae. Đây là chi đơn loài, gồm một loài Austroomphaliaster nahuelbutensis, được tìm thấy ở vùng ôn hòa của Nam Mỹ.